# بشكتاش لكرة السلة
بشكتاش لكرة السلة (بالتركية: Beşiktaş J.K. İstanbul)‏ هو فريق كرة سلة تركي تأسس في 1933 يقع في إسطنبول، تركيا. يلعب في الدوري الأوروبي لكرة السلة والدوري التركي لكرة السلة.

## البطولات التي حققها
- الدوري التركي لكرة السلة
- كأس تركيا لكرة السلة
- كأس الرئيس التركي لكرة السلة
- بطولة التحدي الأوروبي (كرة سلة)

## وصلات خارجية
- الموقع الإلكتروني